# Labdarúgás az 1956. évi nyári olimpiai játékokon
Az 1956. évi nyári olimpiai játékokon a labdarúgótornát november 24. és december 8. között rendezték.

## Éremtáblázat
(Az egyes számoszlopok legmagasabb értéke, vagy értékei vastagítással kiemelve.)
| Az 1956. évi nyári olimpiai játékok éremtáblázata labdarúgásban | Az 1956. évi nyári olimpiai játékok éremtáblázata labdarúgásban | Az 1956. évi nyári olimpiai játékok éremtáblázata labdarúgásban | Az 1956. évi nyári olimpiai játékok éremtáblázata labdarúgásban | Az 1956. évi nyári olimpiai játékok éremtáblázata labdarúgásban | Olimpia  |
| --------------------------------------------------------------- | --------------------------------------------------------------- | --------------------------------------------------------------- | --------------------------------------------------------------- | --------------------------------------------------------------- | -------- |
|                                                                 | Ország                                                          | Arany                                                           | Ezüst                                                           | Bronz                                                           | Összesen |
| 1.                                                              | Szovjetunió (URS)                                               | 1                                                               | 0                                                               | 0                                                               | 1        |
|                                                                 |                                                                 |                                                                 |                                                                 |                                                                 |          |
| 2.                                                              | Jugoszlávia (YUG)                                               | 0                                                               | 1                                                               | 0                                                               | 1        |
|                                                                 |                                                                 |                                                                 |                                                                 |                                                                 |          |
| 3.                                                              | Bulgária (BUL)                                                  | 0                                                               | 0                                                               | 1                                                               | 1        |
|                                                                 |                                                                 |                                                                 |                                                                 |                                                                 |          |
| Összesen                                                        | Összesen                                                        | 1                                                               | 1                                                               | 1                                                               | 3        |

## Érmesek
| Az 1956. évi nyári olimpiai játékok érmesei férfi labdarúgásban | Az 1956. évi nyári olimpiai játékok érmesei férfi labdarúgásban | Az 1956. évi nyári olimpiai játékok érmesei férfi labdarúgásban | Az 1956. évi nyári olimpiai játékok érmesei férfi labdarúgásban |
| --- | --- | --- | --------------------------------------------------------------- |
| Arany | Ezüst | Bronz |                                                                 |
| Szovjetunió (URS) | Jugoszlávia (YUG) | Bulgária (BUL) |                                                                 |
| Lev Jasin Anatolij Basaskin Mihail Ogonykov Borisz Kuznyezov Igor Nyetto Anatolij Maszljonkin Borisz Tatusin Anatolij Iszajev Nyikita Szimonyan Szergej Szalnyikov Anatolij Iljin Alekszej Paramonov Eduard Sztrelcov Nyikolaj Tyiscsenko Vlagyimir Rizskin Beca József Valentyin Ivanov Borisz Razinszkij | Petar Radenković Mladen Koščak Ljubiša Spajić Nikola Radović Ivan Šantek Dobrosav Krstić Dragoslav Šekularac Zlatko Papec Sava Antić Todor Veselinović Muhamed Mujić Blagoja Vidinić Ibrahim Biogradlić Luka Lipošinović | Jordan Joszifov Kiril Rakarov Nikola Kovacsev Sztefan Bozskov Manol Manolov Gavril Sztojanov Dimitar Milanov Georgi Dimitrov Panajot Panajotov Ivan Kolev Todor Diev Georgi Najdenov Milcso Goranov Krum Janev |                                                                 |

## Eredmények

### Nyolcaddöntők
|  |

| India | – | Magyarország |
| ----- | - | ------------ |
|       |   |              |

|  |

- Magyarország visszalépett, India jutott a negyeddöntőbe.

|  |

| Indonézia | – | Vietnám |
| --------- | - | ------- |
|           |   |         |

|  |

- Vietnam visszalépett, Indonézia jutott a negyeddöntőbe.

|  |

| Kína | – | Törökország |
| ---- | - | ----------- |
|      |   |             |

|  |

- Mindkét csapat visszalépett.

|  |

| Bulgária | – | Egyiptom |
| -------- | - | -------- |
|          |   |          |

|  |

- Egyiptom visszalépett, Bulgária jutott a negyeddöntőbe.

|  |

| Egyesült Államok | – | Jugoszlávia |
| ---------------- | - | ----------- |
|                  |   |             |

|  |

- A mérkőzés a negyeddöntőbe került Kína és Törökország visszalépése miatt.

| 1956. november 24. 14:30 |

| Szovjetunió               | 2–1               | Egyesült Német Csapat |
| ------------------------- | ----------------- | --------------------- |
| Iszajev 23' Sztrelcov 86' | (1–0) Jegyzőkönyv | Habig 89'             |

| Melbourne Nézőszám: 20 000 Játékvezető: Robert Mann (brit) |

| 1956. november 26. 14:30 |

| Nagy-Britannia                                                                        | 9–0               | Thaiföld |
| ------------------------------------------------------------------------------------- | ----------------- | -------- |
| Twissell 12' 20' Lewis 21' (11-esből) Laybourne 30' 82' 85' Bromilow 75' 78' Topp 90' | (4–0) Jegyzőkönyv |          |

| Melbourne Játékvezető: Nyikolaj Latisev (orosz) |

| 1956. november 27. 16:30 |

| Ausztrália                           | 2–0               | Japán |
| ------------------------------------ | ----------------- | ----- |
| McMillan 26' (11-esből) Loughran 61' | (1–0) Jegyzőkönyv |       |

| Melbourne Nézőszám: 3568 Játékvezető: Reginald Lund (új-zélandi) |

### Negyeddöntők
| 1956. november 28. 16:30 |

| Jugoszlávia                                                       | 9–1               | Egyesült Államok |
| ----------------------------------------------------------------- | ----------------- | ---------------- |
| Veselinović 10' 84' 90' Antić 12' 73' Mujić 16' 35' 56' Papec 20' | (5–1) Jegyzőkönyv | Zerhusen 42'     |

| Melbourne Nézőszám: 5292 Játékvezető: Maurice Swain (új-zélandi) |

| 1956. november 29. 16:30 |

| Indonézia | 0–0         | Szovjetunió |
| --------- | ----------- | ----------- |
|           | Jegyzőkönyv |             |

| Melbourne Nézőszám: 3228 Játékvezető: Reginald Lund (új-zélandi) |

| 1956. november 30. 16:30 |

| Bulgária                                      | 6–1               | Nagy-Britannia |
| --------------------------------------------- | ----------------- | -------------- |
| Dimitrov 6' Kolev 40' 85' Milanov 45' 75' 80' | (3–1) Jegyzőkönyv | Lewis 30'      |

| Melbourne Játékvezető: Ron Wright (ausztrál) |

| 1956. december 1. 14:30 |

| Ausztrália     | 2–4               | India                        |
| -------------- | ----------------- | ---------------------------- |
| Morrow 17' 41' | (2–2) Jegyzőkönyv | D'Souza 9' 33' 50' Kittu 80' |

| Melbourne Nézőszám: 7413 Játékvezető: C. H. Wensveen (indonéz) |

Újrajátszás
| 1956. december 1. 16:30 |

| Szovjetunió                              | 4–0               | Indonézia |
| ---------------------------------------- | ----------------- | --------- |
| Szalnyikov 17' 59' Ivanov 19' Nyetto 43' | (3–0) Jegyzőkönyv |           |

| Melbourne Nézőszám: 6735 Játékvezető: Reginald Lund (új-zélandi) |

### Elődöntők
| 1956. december 4. 16:30 |

| Jugoszlávia                                      | 4–1               | India       |
| ------------------------------------------------ | ----------------- | ----------- |
| Papec 54' 65' Veselinović 57' Salaam 78' (öngól) | (0–0) Jegyzőkönyv | D'Souza 52' |

| Melbourne Nézőszám: 16 626 Játékvezető: Nyikolaj Latisev (orosz) |

| 1956. december 5. 16:30 |

| Szovjetunió                 | 2–1 (h. u.)                 | Bulgária  |
| --------------------------- | --------------------------- | --------- |
| Sztrelcov 112' Tatusin 116' | (0–0, 0–0, 0–1) Jegyzőkönyv | Kolev 95' |

| Melbourne Nézőszám: 21 079 Játékvezető: Robert Mann (brit) |

### Bronzmérkőzés
| 1956. december 7. 14:15 |

| Bulgária                 | 3–0               | India |
| ------------------------ | ----------------- | ----- |
| Diev 37' 60' Milanov 42' | (2–0) Jegyzőkönyv |       |

| Melbourne Nézőszám: 21 236 Játékvezető: Nyikolaj Latisev (orosz) |

### Döntő
| 1956. december 8. 14:15 |

| Szovjetunió | 1–0               | Jugoszlávia |
| ----------- | ----------------- | ----------- |
| Iljin 48'   | (0–0) Jegyzőkönyv |             |

| Melbourne Nézőszám: 86 716 Játékvezető: Ron Wright (ausztrál) |

| Az 1956. évi nyári olimpiai játékok férfi labdarúgótornájának olimpiai bajnoka |
| · SZOVJETUNIÓ · 1. cím                                                         |
| ------------------------------------------------------------------------------ |

## Végeredmény
Csak az első négy helyért játszottak helyosztó mérkőzéseket.
| Helyezés | Csapat                      | M | Gy | D | V | G+ | G– | Gk  | P |
| -------- | --------------------------- | - | -- | - | - | -- | -- | --- | - |
| Arany    | Szovjetunió (URS)           | 5 | 4  | 1 | 0 | 9  | 2  | +7  | 9 |
| Ezüst    | Jugoszlávia (YUG)           | 3 | 2  | 0 | 1 | 13 | 3  | +10 | 4 |
| Bronz    | Bulgária (BUL)              | 3 | 2  | 0 | 1 | 10 | 3  | +7  | 4 |
| 4.       | India (IND)                 | 3 | 1  | 0 | 2 | 5  | 9  | –4  | 2 |
|          |                             |   |    |   |   |    |    |     |   |
| 5.       | Nagy-Britannia (GBR)        | 2 | 1  | 0 | 1 | 10 | 6  | +4  | 2 |
|          | Ausztrália (AUS)            | 2 | 1  | 0 | 1 | 4  | 4  | 0   | 2 |
|          | Indonézia (INA)             | 2 | 0  | 1 | 1 | 0  | 4  | –4  | 1 |
|          | Egyesült Államok (USA)      | 1 | 0  | 0 | 1 | 1  | 9  | –8  | 0 |
|          |                             |   |    |   |   |    |    |     |   |
| 9.       | Egyesült Német Csapat (EUA) | 1 | 0  | 0 | 1 | 1  | 2  | –1  | 0 |
|          | Japán (JPN)                 | 1 | 0  | 0 | 1 | 0  | 2  | –2  | 0 |
|          | Thaiföld (THA)              | 1 | 0  | 0 | 1 | 0  | 9  | –9  | 0 |